# برداشتن قطعات (فیلم)
برداشتن قطعات (به انگلیسی: Picking Up the Pieces) فیلمی محصول سال ۲۰۰۰ و به کارگردانی آلفونسو آرائو است. در این فیلم بازیگرانی همچون وودی آلن، دیوید شویمر، کیفر ساترلند، ماریا گراتزیا کوچینوتا، چیچ مارین، جوزف گوردون لویت، الیوت گولد، شارون استون، آنجلیکا آراگون، اندی دیک، آلفونسو آرائو، میا مایسترو، لو دایموند فیلیپس، فرن درشر، ادی گریفن و کیتی کینی ایفای نقش کرده‌اند.